# Sånglek
Sånglek är en lek som leks till en sång och kan vara allt från fingerlek till ringlekar och danslekar.
Sångleken består oftast av någon ibland av berättelse. Och i de flesta fall finns det också en lekledare som visar alla andra vilka rörelser och när de ska utföras.

## Exempel på sånglekar
- Björnen sover
- Bro bro breja
- En bonde i vår by
- Klappa lilla magen
- Imse vimse spindel
- Blinka Lilla Stjärna
- Honky Tonk
- Fader Abraham
- Faster Ingeborg
- Lilla Olle
- Fem fina fåglar
- Tigerjakt
- Jag vill ha mat
- Hänger öronen på dig ned
- Mina fötter